# Оскар Робертсон
Оскар Палмер Робертсон (енгл. Oscar Palmer Robertson; Шарлот, Тенеси, 24. новембар 1938) бивши је амерички кошаркаш. Играо је на позицији плејмејкера. Каријеру је провео у Синсинати ројалсима и Милвоки баксима

## Успеси

### Клупски
- Милвоки бакси:
  - НБА (1): 1970/71.

### Репрезентативни
- Олимпијске игре:  1960.
- Панамеричке игре:  1959.

### Појединачни
- НБА награда за животно дело: 2018.
- Најкориснији играч НБА (1): 1963/64.
- НБА ол-стар меч (12): 1961, 1962, 1963, 1964, 1965, 1966, 1967, 1968, 1969, 1970, 1971, 1972.
- Најкориснији играч НБА ол-стар меча (3): 1961, 1964, 1969.
- Идеални тим НБА — прва постава (9): 1960/61, 1961/62, 1962/63, 1963/64, 1964/65, 1965/66, 1966/67, 1967/68, 1968/69.
- Идеални тим НБА — друга постава (2): 1969/70, 1970/71.
- НБА новајлија године (1): 1960/61.